# Atlasaurus imelakei
Atlasaurus imelakei (gr. “reptil Atlas gigante”) es la única especie conocida del género extinto Atlasaurus de dinosaurio saurópodo braquiosáurido, que vivió a mediados del período Jurásico, hace aproximadamente entre 165 millones de años, en el Calloviense, en lo que es hoy África. Sus restos fueron encontrados por Monbaron, Russell y Taquet en 1999 en la Formación Tiougguit de los Montes Atlas en la Provincia de Azilal, Marruecos al norte de África.Su nombre genérico proviene de Titan Atlas que sostenía el cielo sobre sus espaldas, y del árabe imelake que significa gigante.

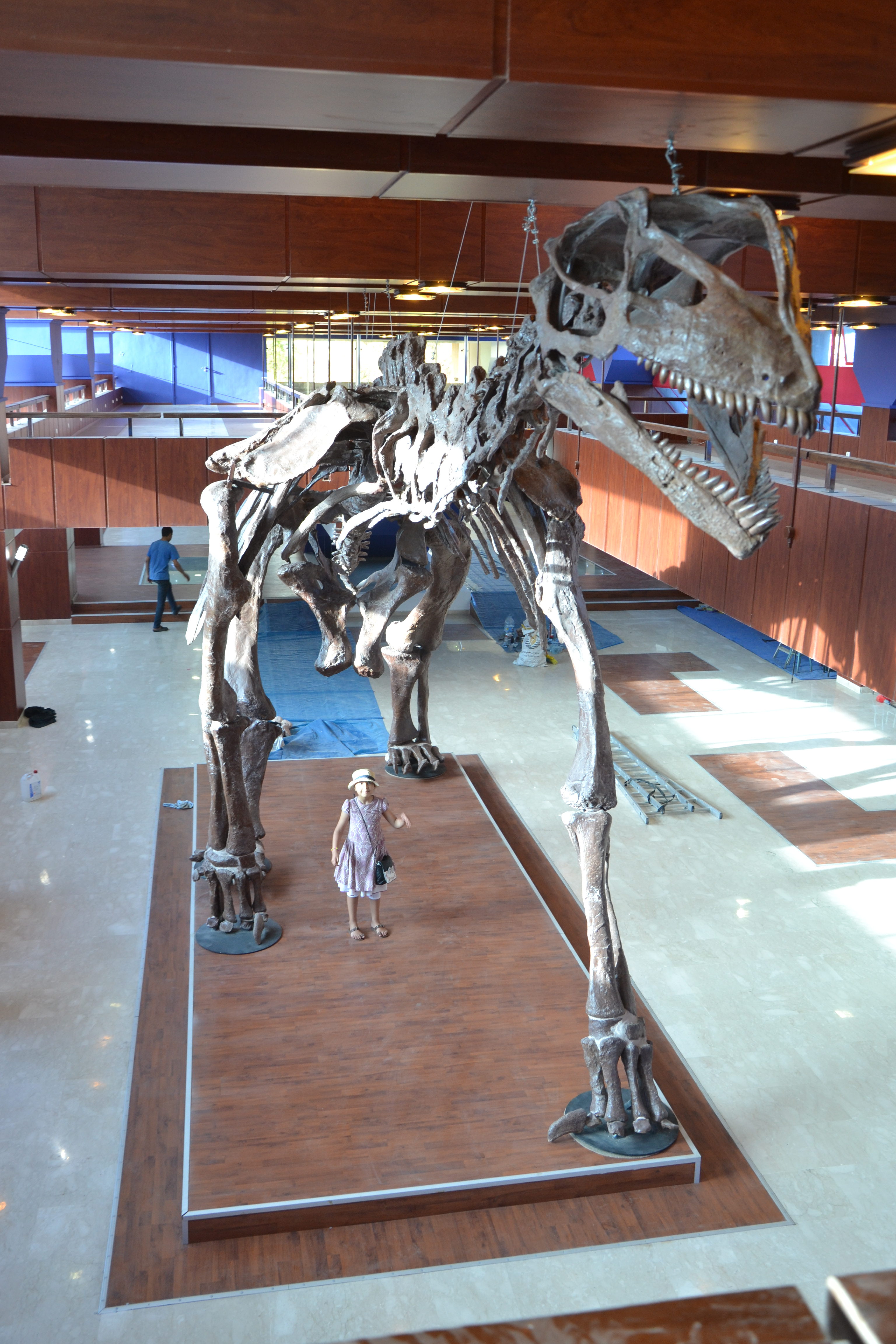
Esqueleto montado en Rabat, Marruecos

Siendo un saurópodo relativamente basal fue en un principio colocado dentro de Cetiosaurus como C. mogrebiensis cuando fue descubierto en 1981. Atlasaurus parece esta cercano a Brachiosaurus y a otros saurópodos relacionados debido a similitudes de su columna vertebral y miembros. A diferencia de Brachiosaurus, se estima que su espalda media 3,04 metros suponiendo 12 vértebras dorsales, con un gran cráneo, cuello corto, con al menos 13 vértebras más uniformes en el largo que en el Brachiosaurus, una cola larga y miembros posteriores más alargados, la razón entre el humero y fémur: 0,99 y de ulna y tibia: 1,15. La mandíbula inferior media alrededor de 69 centímetros de largo; el cuello 3,86 metros; humero de 1,95 metros; fémur 2 metros; con un largo total estimado de 17 metros y un peso de 22,5 toneladas. Los dientes tenían forma de cuchara con bordes serrados.